# 卡罗尔顿 (阿拉巴马州)
卡罗尔顿（英文：Carrollton），是美国阿拉巴马州下属的一座城市。面积约为2.06平方英里（约合5.33平方公里）。根据2010年美国人口普查，该市有人口1,019人，人口密度为495.14/平方英里（约合191.18/平方公里）。